# Franz Friedrich Fronius
Franz Friedrich Fronius (* 9. Januar 1829 in Nadesch; † 14. Februar 1886 in Agnetheln) war ein Pfarrer, Lehrer und Naturforscher sowie Heimatkundler der Siebenbürger Sachsen im Kaisertum Österreich.

## Leben
Franz Friedrich Fronius war der Sohn des Nadescher Pfarrers Johann Georg Fronius (* 1789 in Donnersmarkt; † 1862 in Großalisch) und der Elisabeth Schlosser geb. Schenker (* 1794 in Birthälm † 1873 in Agnetheln). In seinem Geburtsort Nadesch verbrachte er seine Kindheit und die ersten Schuljahre, um dann im Jahr 1838 zum Evangelischen Gymnasium Schäßburg zu gehen. Nach dem Abitur studierte er ab 1847 an der Universität Leipzig, wo er zum Lehrer und Pfarrer ausgebildet wurde.
Im Jahr 1849 kehrte Fronius nach Siebenbürgen zurück und nahm im Folgejahr die Stelle eines Privatlehrers im Hause des k. u. k. Generals und Militär-Distriktkommandanten Chavanne in Hermannstadt an. Nach nur sechs Monaten, im Oktober 1850, erhielt er eine Anstellung als Lehrer für Naturwissenschaften, Hebräisch und Griechisch am Schäßburger Gymnasium. Im Jahr 1859 trat er die freigewordene Stelle des Pfarrers in der Gemeinde Arkeden an. Ab 1868 berief ihn die Gemeinde Agnetheln zu ihrem Ortspfarrer, wo er bis zu seinem Lebensende verblieb.
Franz Friedrich Fronius heiratete um das Jahr 1855 die Pfarrerstochter Wilhelmine Friederike Seiwerth (* 1842 in Bodendorf †?). Aus dieser Ehe stammten die Töchter Josefine (* 1856 in Schäßburg † 1894 in Hermannstadt) und Agnes Irene (* 1873 in Agnetheln; † 1911 in Schäßburg) und der Sohn Dr. Friedrich Georg Wilhelm Fronius (* 1862 in Arkeden † 1945 in Graz). Franz Friedrich Fronius ist der Großvater des Malers Hans Fronius.

## Leistungen

Franz Friedrich Fronius

Franz Friedrich Fronius wurde von seinem Freund und Naturwissenschaftler Eduard Albert Bielz (1827–1898) als ein Mann von „umfangreichem Wissen und vielseitiger gemeinnütziger Tätigkeit“ beschrieben. Fronius war Mitglied des Siebenbürgischen Vereins für Naturwissenschaften, des siebenbürgisch-sächsischen Landwirtschaftsvereins und Ausschussmitglied des Vereins für Siebenbürgische Landeskunde. F. F. Fronius unterhielt eine rege Korrespondenz zu der k. u. k. zoologisch-botanischen Gesellschaft in Wien und zu mehreren in- und ausländischen Botanikern.
Soweit es seine Zeit erlaubte, unternahm er Sammelausflüge in die Ost- und Südkarpaten, die er in den Publikationen seiner Vereine beschrieb. In seinem ersten Pfarramt war er nicht nur Seelsorger, sondern er verfasste auch die Ortsmonographie von Arkeden. Als Pfarrer in Agnetheln beendete er den neuen Schulbau und legte einen einzigartigen Schulgarten an, der unter anderem auch Ziersträucher und exotischen Pflanzen beinhaltete. Dank Fronius wurde in Agnetheln die erste Gewerbeschule des Ortes angesiedelt. Ferner war Fronius in seiner Gemeinde Agnetheln auch Vorsitzender des Spar- und Vorschussvereins, Vorstand des Lese- und Geselligkeitsvereins, Obmann der Freiwilligen Feuerwehr und Gründer des evangelischen Frauenvereins. Zudem war Fronius mehrere Jahre Dechant des Schenker Kapitels (Kirchenbezirks) und dessen Vertreter in der Landeskirchenversammlung. Im Jahr 1874 wurde er als Abgeordneter des siebenbürgisch-sächsischen Gustav-Adolf-Hauptvereins zu der Hauptversammlung nach Stuttgart gesandt. Für seine außergewöhnlichen Leistungen wurde ihm ein Gedenkstein auf dem Schulgelände in Agnetheln und in der Eingangshalle des Naturwissenschaftlichen Museums in Hermannstadt gewidmet. Im Jahr 2000 ernannte ihn seine Geburtsgemeinde Nadesch postum zu ihrem Ehrenbürger.

## Werke
Franz Friedrich Fronius publizierte insgesamt 33 Arbeiten, die wichtigsten davon sind:
- Zwei botanische Exkursionen in die Frumoase und den Butschetsch. Verhandl. und Mitt. Nr. 6, 1855
- Flora von Schäßburg, ein Beitrag zur Flora von Siebenbürgen. Schäßburger Gymnasialprogramm, 1857–1858
- Beiträge zur Entwicklungsgeschichte der evangelisch-sächsischen Gemeinde Arkeden. Hermannstadt 1866
- Das deutsche Badeleben in Siebenbürgen. Sächsische Hausfrau, 1860
- Zur Erinnerung an Dr. Johann Christian Gottlob Baumgarten. In: Archiv für siebenbürgische Landeskunde, Neue Folge Nr. 11, 1873
- Bilder aus dem sächsischen Bauernleben in Siebenbürgen, Graeser Verlag, Wien 1879, 1883 und 1885
- Zur Charakteristik der Karpatenflora. Jahrbuch SKV, 1881
- Litterae obscurorem virorum. (eine Reihe von politisch-humorvollen Briefen)